# New York City Marathon 1987
De New York City Marathon 1987 werd gelopen op zondag 1 november 1987. Het was de achttiende editie van deze marathon.
De Keniaan Ibrahim Hussein kwam bij de mannen als eerste bij de finish aan in 2:11.01. De Engelse Priscilla Welch won bij de vrouwen in 2:30.17.
In totaal finishten 21.244 marathonlopers de wedstrijd, waarvan 17.555 mannen en 3689 vrouwen.

## Uitslagen

### Mannen
| rang   | naam                  | land | tijd    |
| ------ | --------------------- | ---- | ------- |
| Goud   | Ibrahim Hussein       | KEN  | 2:11.01 |
| Zilver | Gianni Demadonna      | ITA  | 2:11.53 |
| Brons  | Peter Pfitzinger      | USA  | 2:11.54 |
| 4      | Pat Petersen          | USA  | 2:12.03 |
| 5      | Tommy Ekblom          | FIN  | 2:12.31 |
| 6      | Orlando Pizzolato     | ITA  | 2:12.50 |
| 7      | Boguslaw Psujek       | POL  | 2:13.38 |
| 8      | Mirko Vindis          | SLO  | 2:13.39 |
| 9      | Hugh Jones            | ENG  | 2:14.05 |
| 10     | Greg Meyer            | USA  | 2:14.31 |
| 11     | Spyridon Andriopoulos | GRE  | 2:14.40 |
| 12     | Diamantino Dossantos  | BRA  | 2:14.55 |
| 13     | David Murphy          | USA  | 2:15.02 |
| 14     | Manuel Vera           | MEX  | 2:15.19 |
| 15     | Roy Dooney            | IRL  | 2:15.30 |
| 16     | Agapius Masong        | TAN  | 2:15.33 |
| 17     | Gerardo Alcala        | MEX  | 2:15.44 |
| 18     | Carlos Retiz          | MEX  | 2:15.58 |
| 19     | Art Boileau           | CAN  | 2:16.05 |
| 20     | Jorge Gonzalez        | PUR  | 2:16.16 |
| 21     | Anthony Milovsorov    | ENG  | 2:16.22 |
| 22     | Osvaldo Faustini      | ITA  | 2:16.57 |
| 23     | Thom Hunt             | USA  | 2:17.20 |
| 24     | Elisio Rios           | POR  | 2:18.03 |
| 25     | Martin Vrabel         | SVK  | 2:18.05 |

### Vrouwen
| rang   | naam                  | land | tijd    |
| ------ | --------------------- | ---- | ------- |
| Goud   | Priscilla Welch       | ENG  | 2:30.17 |
| Zilver | Françoise Bonnet      | FRA  | 2:31.22 |
| Brons  | Jocelyne Villeton     | FRA  | 2:32.03 |
| 4      | Ria Van Landeghem     | BEL  | 2:32.38 |
| 5      | Karolina Szabó        | HUN  | 2:34.58 |
| 6      | Agnes Sipka           | HUN  | 2:35.26 |
| 7      | Laurie Crisp          | USA  | 2:36.01 |
| 8      | Monika Schäfer        | GER  | 2:37.40 |
| 9      | Robyn Root            | USA  | 2:37.57 |
| 10     | Nelly Aerts           | BEL  | 2:38.18 |
| 11     | Lorna Irving          | SCO  | 2:38.36 |
| 12     | Jennifer Martin       | USA  | 2:38.53 |
| 13     | Sally Ellis           | ENG  | 2:40.06 |
| 14     | Sharlet Gilbert       | USA  | 2:40.51 |
| 15     | Ewa Szydlowska        | POL  | 2:41.15 |
| 16     | Luzia Sahli           | SUI  | 2:41.20 |
| 17     | Julia Gates           | ENG  | 2:41.54 |
| 18     | Sirkku Kumpulainen    | FIN  | 2:42.20 |
| 19     | Elisabeth Johannesson | SWE  | 2:42.36 |
| 20     | Carina Leutner        | AUT  | 2:43.12 |
| 21     | Dominique Rembert     | FRA  | 2:43.21 |
| 22     | Cesarina Taroni       | ITA  | 2:44.56 |
| 23     | Paola Moro            | ITA  | 2:45.04 |
| 24     | Gillian Beschloss     | ENG  | 2:46.32 |
| 25     | Beth Dillinger        | USA  | 2:46.39 |

1970 ·
1971 ·
1972 ·
1973 ·
1974 ·
1975 ·
1976 ·
1977 ·
1978 ·
1979 ·
1980 ·
1981 ·
1982 ·
1983 ·
1984 ·
1985 ·
1986 ·
1987 ·
1988 ·
1989 ·
1990 ·
1991 ·
1992 ·
1993 ·
1994 ·
1995 ·
1996 ·
1997 ·
1998 ·
1999 ·
2000 ·
2001 ·
2002 ·
2003 ·
2004 ·
2005 ·
2006 ·
2007 ·
2008 ·
2009 ·
2010 ·
2011 ·
2012 · 
2013 ·
2014 ·
2015 ·
2016 ·
2017 ·
2018 ·
2019 ·
2020 · 
2021 ·
2022 ·
2023 ·
2024